# Gertrudes Morg
Gertrudes Morg, född 10 april 1925, död 8 mars 2016, var en friidrottare från Brasilien. Hon deltog vid olympiska sommarspelen 1948.